# Agua Verde, Oaxaca
Agua Verde är en ort i Mexiko.   Den ligger i kommunen San José Tenango och delstaten Oaxaca, i den sydöstra delen av landet, 290 km sydost om huvudstaden Mexico City. Agua Verde ligger 786 meter över havet och antalet invånare är 281.
Terrängen runt Agua Verde är kuperad åt nordost, men åt sydväst är den bergig. Agua Verde ligger nere i en dal. Runt Agua Verde är det ganska tätbefolkat, med 86 invånare per kvadratkilometer. Närmaste större samhälle är Huautla de Jiménez, 12,9 km väster om Agua Verde. I omgivningarna runt Agua Verde växer i huvudsak städsegrön lövskog.